# Пассейк (Нью-Джерсі)
Пассейк (англ. Passaic, /pəˈseɪ.ɪk/) — місто (англ. city) в США, в окрузі Пассейк штату Нью-Джерсі. Населення — 70 537 осіб (2020). Місто заснували голландці в 1679 році.

## Географія
Пассейк лежить на правому березі річки Пассейк у північній частині штату Нью-Джерсі у західному передмісті Нью-Йорка на віддалі 19 км від аеропорту Ньюарк-Ліберті.
За даними Бюро перепису населення США 2010 року місто Пассейк, з координатами 40°51′23″ пн. ш. 74°7′37″ зх. д. / 40.85639° пн. ш. 74.12694° зх. д. (40.856413, -74.126940), мало площу 8,40 км², з яких 8,15 км² припадало на суходіл і 0,25 км² — на водойми.

## Демографія
Згідно з переписом 2010 року, у місті мешкала 69 781 особа в 19 411 домогосподарстві у складі 14 590 родин. Було 20432 помешкання.
Расовий склад населення:
| - 45,1 % — білих - 10,6 % — чорних або афроамериканців - 4,4 % — азіатів - 1,1 % — корінних американців - 33,4 % — осіб інших рас |

До двох чи більше рас належало 5,5 %. Частка іспаномовних становила 71,0 % від усіх жителів.
За віковим діапазоном населення розподілялося таким чином: 31,5 % — особи молодші 18 років, 60,8 % — особи у віці 18—64 років, 7,7 % — особи у віці 65 років та старші. Медіана віку мешканця становила 29,2 року. На 100 осіб жіночої статі у місті припадало 100,9 чоловіків;  на 100 жінок у віці від 18 років та старших — 99,2 чоловіків також старших 18 років.
Середній дохід на одне домашнє господарство  становив 48 017 доларів США (медіана — 31 832), а середній дохід на одну сім'ю — 52 438 доларів (медіана — 35 791). Медіана доходів становила 30 344 долари для чоловіків та 25 633 долари для жінок. За межею бідності перебувало 31,6 % осіб, у тому числі 41,5 % дітей у віці до 18 років та 25,6 % осіб у віці 65 років та старших.
Цивільне працевлаштоване населення становило 26 159 осіб. Основні галузі зайнятості: виробництво — 19,9 %, освіта, охорона здоров'я та соціальна допомога — 18,1 %, роздрібна торгівля — 11,3 %, мистецтво, розваги та відпочинок — 10,1 %.

## Економіка
У місті розвинене виробництво промислового обладнання, гумотехнічних виробів, барвників, медикаментів, тканин та трикотажу з хімічних волокон.

## Українська діаспора
У Пассейку проживає кілька тисяч українців. У місті діє Пластова станиця, Осередок Спілки Української Молоді імени генерала хорунжого Мирона Тарнавського, «Український Центр», 70 відділ Союзу українок, «Організація Оборони Чотирьох Свобід України», «Станиця українсько-американських ветеранів американсьуої армії», відділ «Української Народної Помічі», футбольний клуб Карпати, церква Святого Миколая Української греко-католицької церкви та Українська Католицька школа Св. Миколая при церкві та Школа Українознавства «Рідна Школа».
Щороку відбувається Український фестиваль при церкві Святого Миколая у Пассейку.
Діє 3-й Відділ Організації Охорони Лемківщини. Діє Єпархія Пассейку Русинської греко-католицької церкви.
4 грудня 2024 року в рамках акції "Вервиця єднає" УГКЦ відбулася трансляція молитви на вервиці, яку провадили сестри-служебниці НДМ та учні катехитичної школи св.Миколая з Пассейку.

## Відомі люди
- Петро Вільговський (1902 — 1978) — популярний американський композитор, аранжувальник і педагог українського походження. Диригент хорового українського співу.
- Дональд Фейґен (10 січня 1948) — американський музикант, композитор і поет-пісняр.
- Джек Малголл (7 жовтня 1887 — 1 червня 1979) — американський кіноактор епоху німого кіно, знявся в більш ніж 430 фільмах.
- Марта Кузьма (21 червня 1964) — американська мистецтвознавчиня і кураторка українського походження, деканка школи мистецтв Єльського університету.
- Артур Оукен (28 листопада 1928 — 23 березня 1980) — американський економіст, автор «закону Оукена». Голова Ради економічних консультантів при президенті США (1968-69).
- Том Папа (10 листопада 1968) — американський комік, актор, сценарист, продюсер, теле та радіоведучий.
- Міллі Перкінс (12 травня 1938) — американська кіноакторка, виконала роль Анни Франк у фільмі «Щоденник Анни Франк».
- Пол Радд (6 квітня 1969) — американський актор.
- The Four Seasons — американський рок та поп гурт.
- Роберт Смітсон (2 січня 1938 — 20 липня 1973) — американський художник, знаменитий переважно своїми роботами в області ленд-арту та паблік-арту.
- Зої Салдана (19 червня 1978) — американська кіноакторка.
- Ігор Шуган (1934 — 8 квітня 1973) — американський актор та співак українського походження.
- Міллі Перкінс (*1938) — американська акторка.

## Світлини

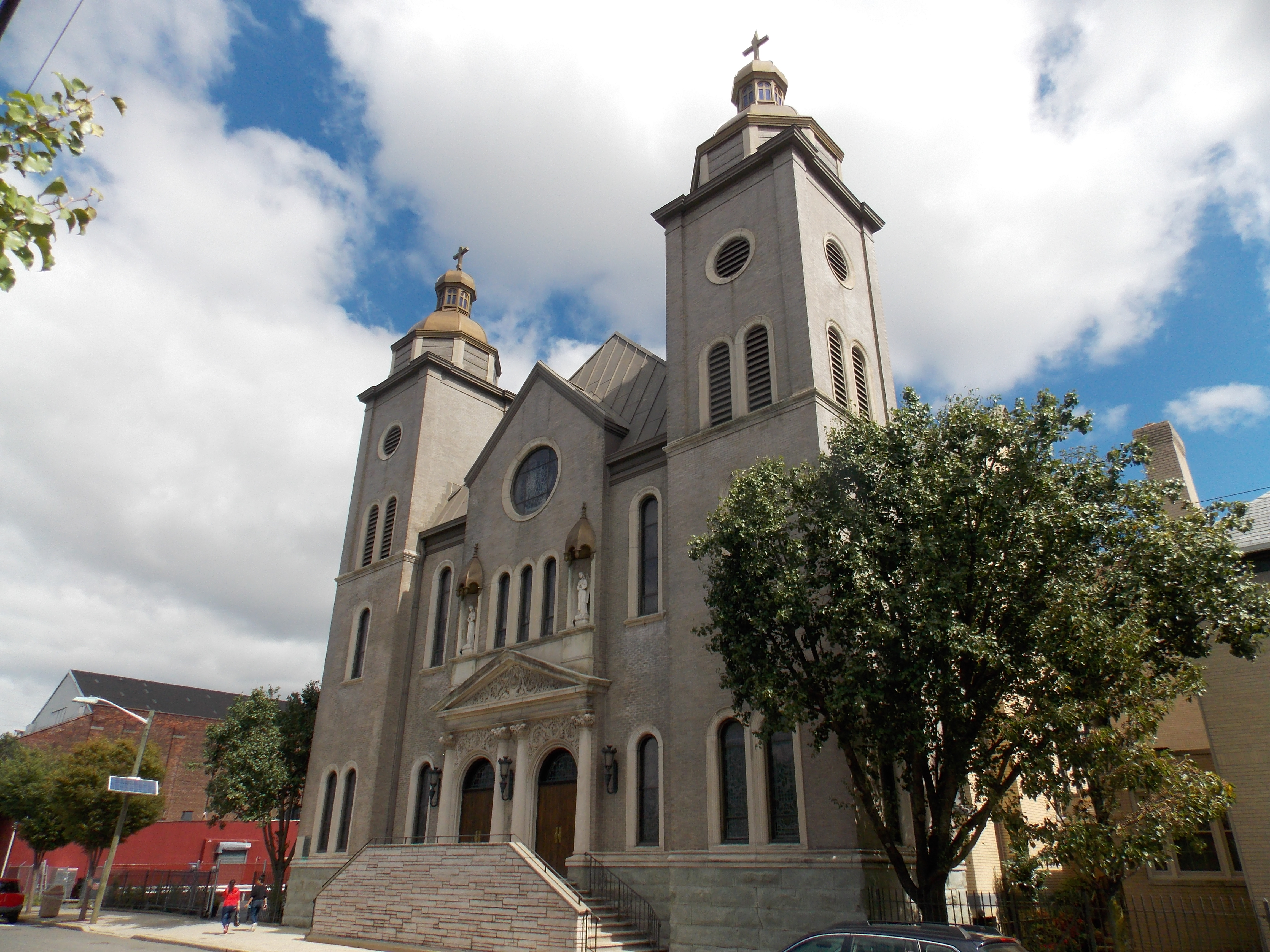
Катедральний собор Св. Михайла Русинської греко-католицької церкви.
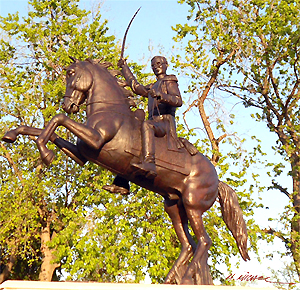
Пам'ятник Ігнасіо Сарагосі
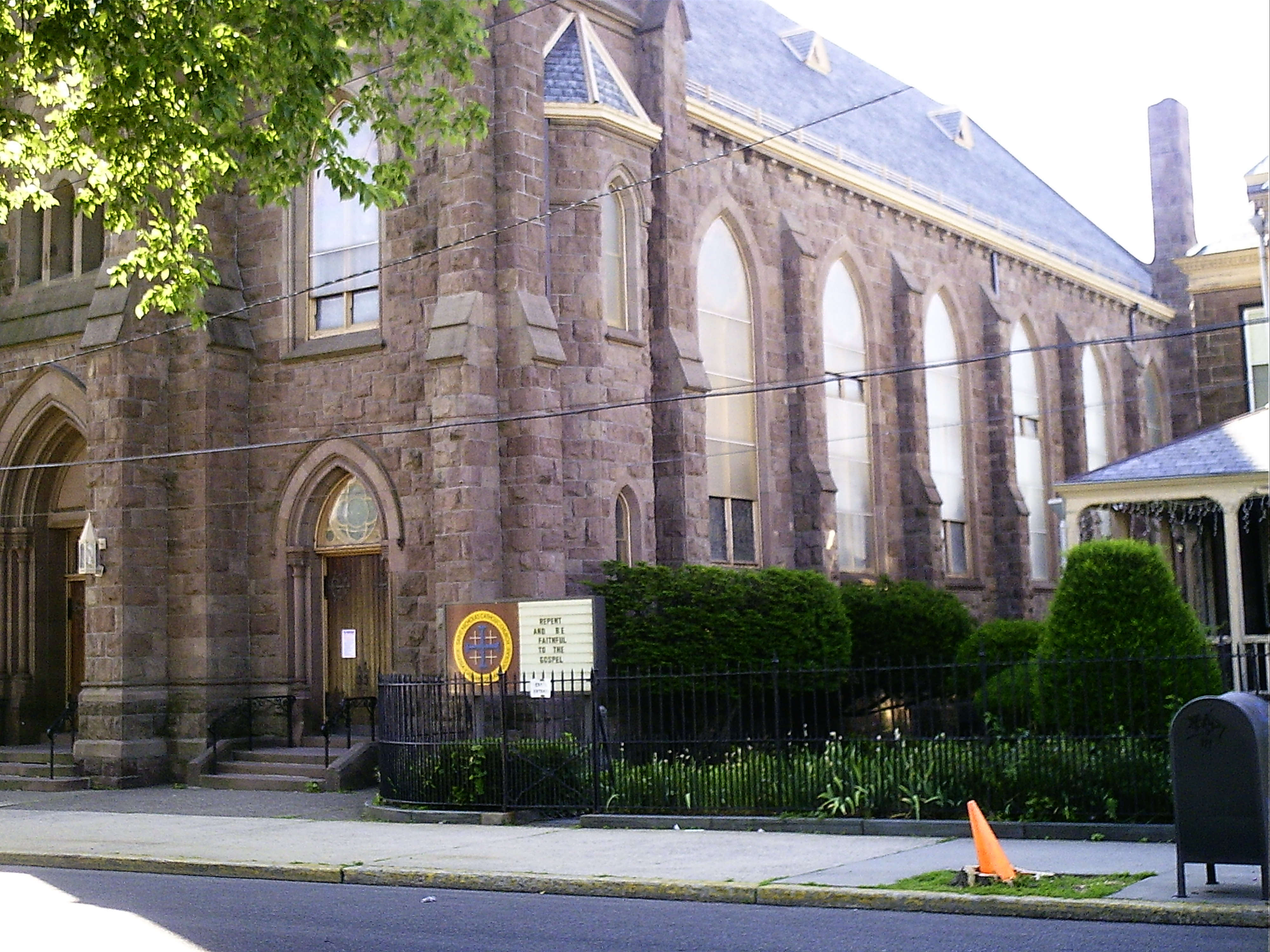
Собор Санкт Ніколас.
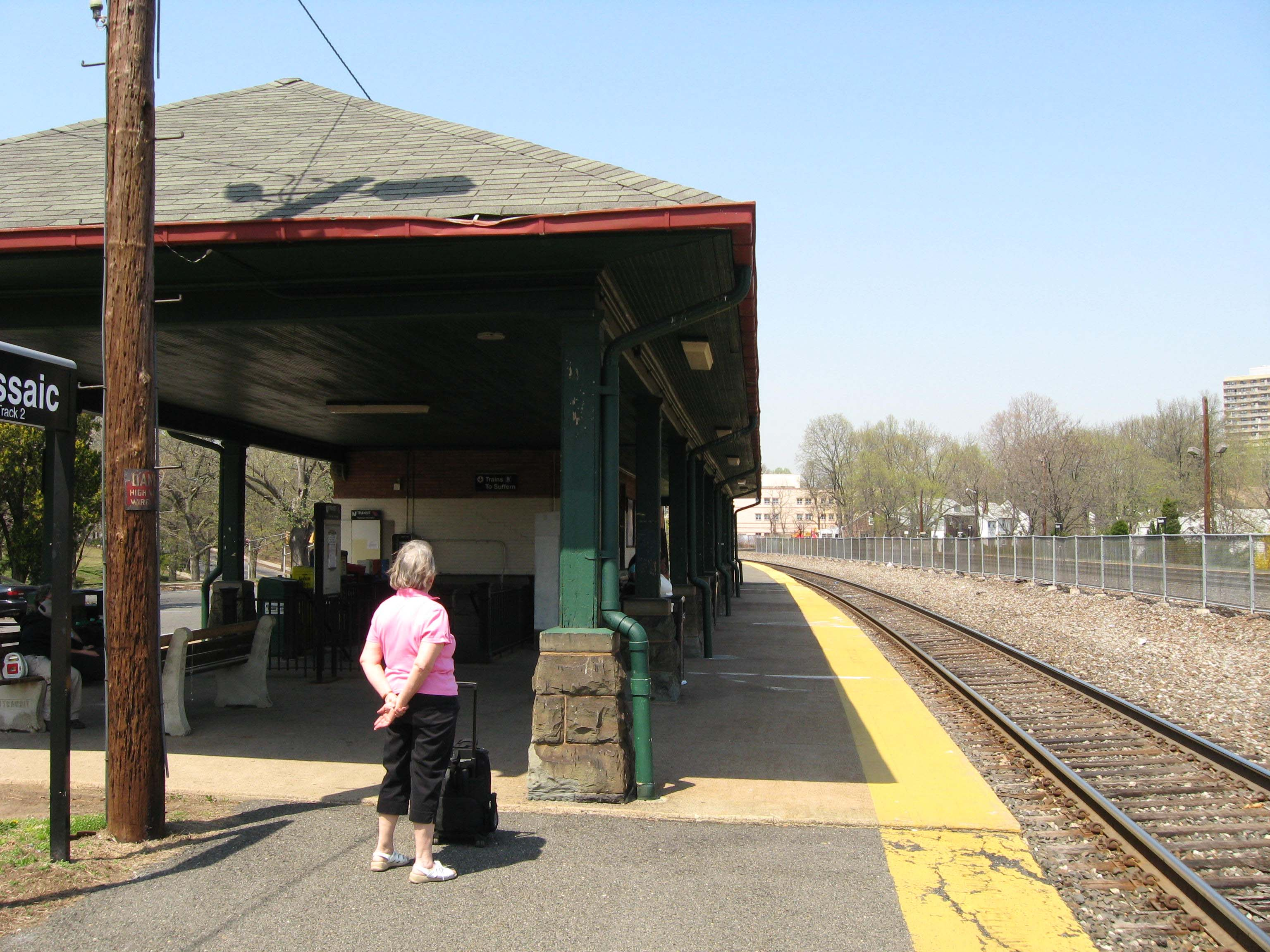
Залізнична станція Пассейку
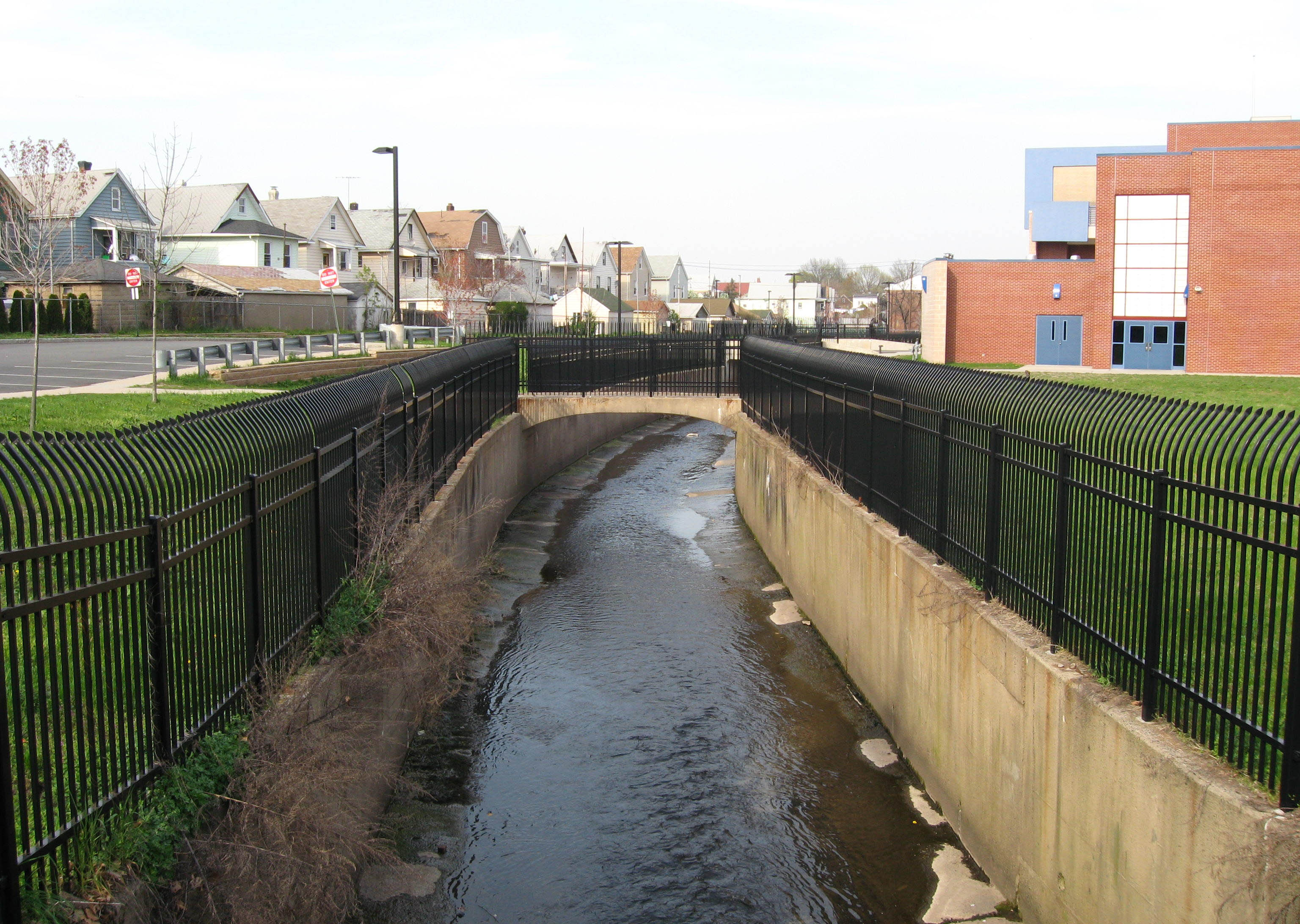
Річка Пассейк
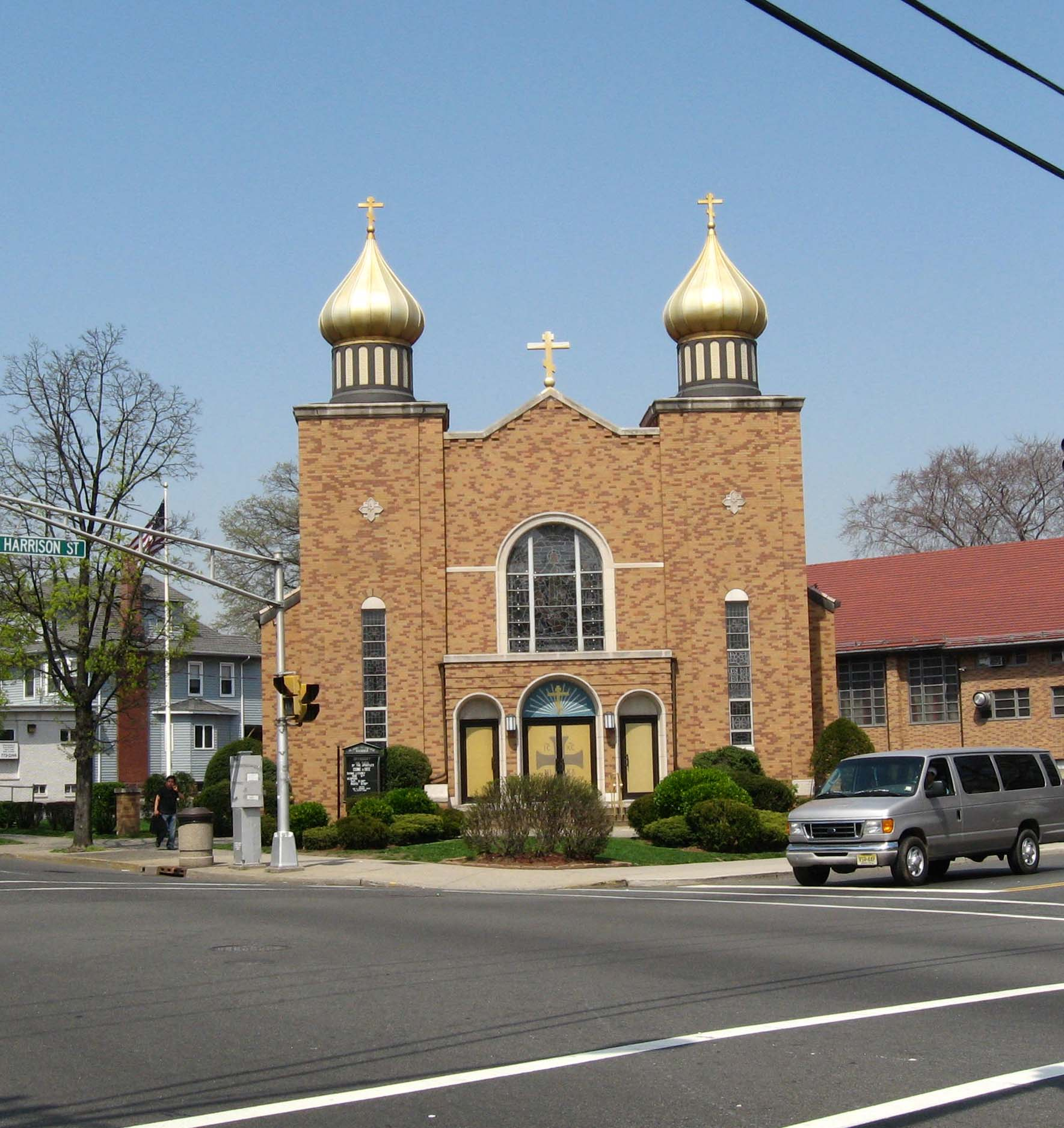
Церква Івана Хрестителя Російської православної церкви